# 문두루쿠마모셋
문두루쿠마모셋(Mico munduruku)은 비단원숭이과에 속하는 영장류의 일종이다. 브라질의 고유종이다. 문두루쿠마모셋은 아마존 남부에서만 발견되며, 자만심강 우안, 노보강 하구 아래부터 타파조스강 하구, 쿠루루강 하구 아래까지 약 12만 km²에 달하는 지역에 서식한다. 연구자이자 발견자인 호드리고 아라우주에 따르면, 문두루쿠마모셋은 분포 지역의 약 절반이 아마조나스주 문두루쿠 원주민 거주 지역 내에 서식한다. 사귀도스문두루쿠라는 이름은 문두루쿠마모셋과 같은 지역에 살고 있는 문두루쿠족을 기리는 의미이다.